# Rockpommel’s Land
Rockpommel’s Land (oft auch: Rockpommels Land) ist ein Studioalbum der deutschen Rockband Grobschnitt. Es erschien im Jahr 1977 bei Metronome Records.

## Entstehung und Veröffentlichung
Das Album wurde wie der Vorgänger Jumbo wieder in Conny Planks Wolperather Tonstudio eingespielt. Rockpommel’s Land wurde auch in Japan und Kanada veröffentlicht. Im Rahmen der Tour zum Album wurde eine 50-minütige Version des Stücks Solar Music mitgeschnitten, die 1978 als Solar Music – Live auf den Markt kam. Im Jahr 1989 erschien Rockpommel’s Land erstmals auf CD, von Eroc remasterte Versionen mit jeweils anderem Bonus-Titel erschienen 1998 und 2007. 2016 erschien im Rahmen des Record Store Day eine auf 1000 Stück limitierte remasterte Version auf grünem Vinyl.
- Eroc – Drums, Perkussion, elektronische Effecte, Songtexte
- Lupo – Leadgitarre(n), Akustikgitarre(n),  Begleitgesangsstimme
- Mist – Keyboards, Cover-Artwork, Thema und Konzeption der Story
- Popo (Hunter) – Bassgitarre
- Wildschwein – Leadgesang, elektrische und akustische Gitarren

## Titelliste

### Seite 1
1. Ernie’s Reise – 10:56
2. Severity Town – 10:05

### Seite 2
1. Anywhere – 4:13
2. Rockpommel’s Land – 20:55

### Bonus-Titel
1. Tontillon – 6:15 (Auflage von 1998)
2. Rockpommel’s Land Pott Püree – 16:40 (Live, Auflage von 2007)

## Musik und Texte
Grobschnitt spielen auf dem Album melodischen und meist ruhigen Progressive Rock mit wenig verzerrten Gitarren, symphonischen Arrangements und harmonischem Gesang. Die Atmosphäre ist romantisch-verträumt. Der für Grobschnitt sonst typische skurrile Humor kommt hier nur wenig zum Tragen, das Album zeigt sich eher von Stil und Konzepten britischer Progressive-Rock-Bands der Zeit wie Yes oder Genesis beeinflusst.
Rockpommel’s Land ist ein Konzeptalbum, das vom Tagträumer Ernie und seinen märchenhaften Abenteuern mit dem großen Vogel Maraboo erzählt. Sie gelangen in die Stadt Severity Town, in der das Lachen – und vieles andere – verboten ist. Auf der Suche nach dem verbannten Mr Glee gelangen sie nach Rockpommel’s Land, können ihn und die guten Geister von Severity Town befreien und damit auch die Stadt von den bösen Mächten.

## Rezeption
Das Album wird oft als ein Höhepunkt im Schaffen der Band angesehen. Udo Gerhard von den Babyblauen Seiten würde sich zwar „etwas energischere Stellen hier und da wünschen, [denn] das Album plätschert stellenweise schon ein bißchen dahin“, für Jochen Rindfrey ist es allerdings „eines der besten Grobschnitt-Alben“ und Andreas Pläschke kann es „wirklich jedem empfehlen, der es symphonisch-lyrisch mag“. Mike DeGagne von Allmusic bezeichnet das Album als „fein abgestimmt und gut fokussiert“. Das Musikmagazin eclipsed nahm Rockpommel’s Land in seine Liste der 150 wichtigsten Prog-Alben auf.